# Kriegerdenkmal (Radolfzell)

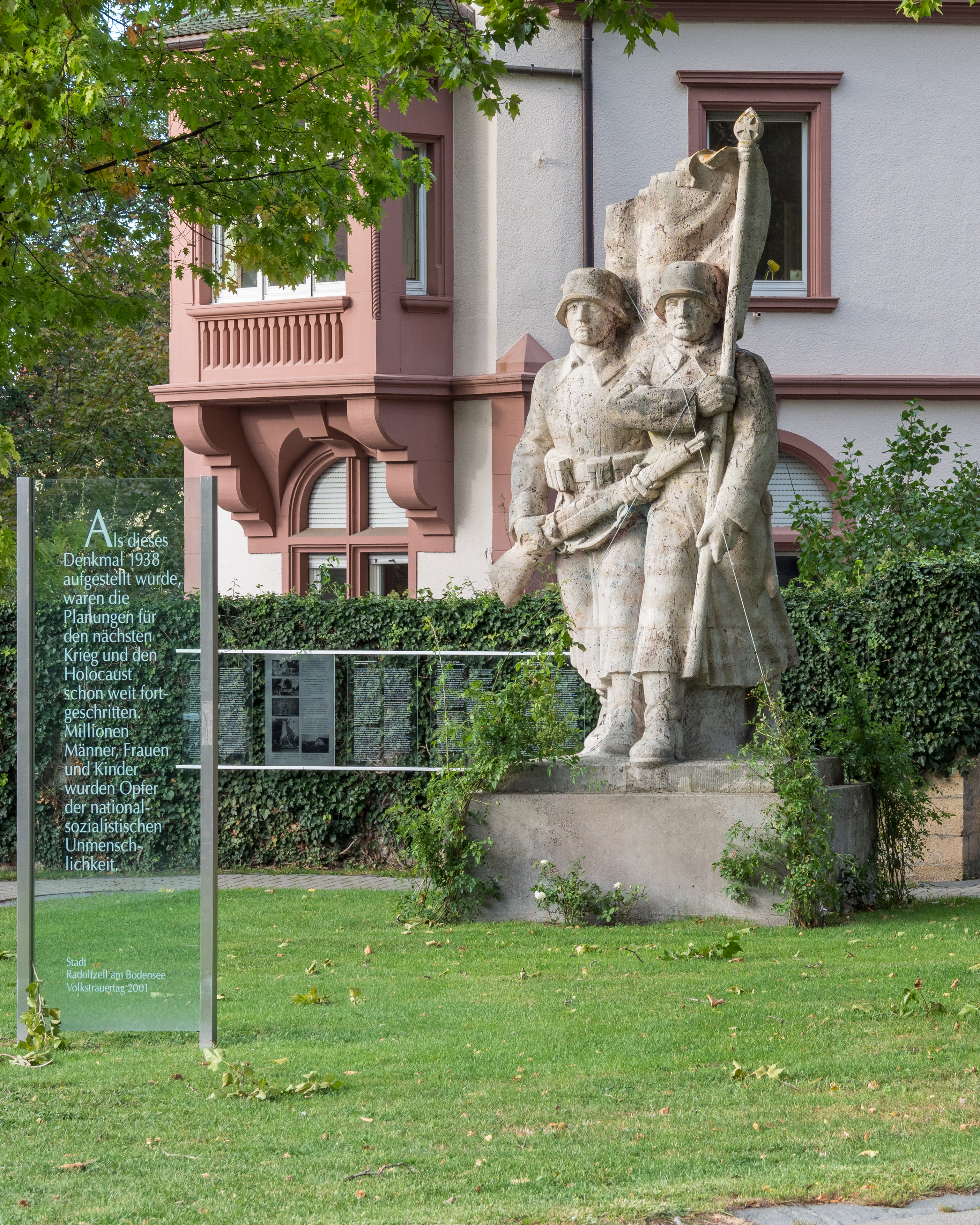
Kriegerdenkmal in Radolfzell 2020

Das Kriegerdenkmal in Radolfzell wurde am 22. Mai 1938 eingeweiht. Der gestaltende Bildhauer war Paul Diesch aus Konstanz, Entwurf und Modell kamen von Wilhelm Kollmar. Das NS-Denkmal wurde entgegen der Kontrollratsdirektive Nr. 30 von 1946 aus ungeklärten Gründen nicht abgerissen, sondern nur die NS-Insignien entfernt. Bis in die späten 70er Jahre hielt die Hilfsgemeinschaft auf Gegenseitigkeit der Angehörigen der ehemaligen Waffen-SS unterstützt von Bürgermeistern und Gemeinderäten SS-Kameradschaftstreffen und Gefallenenehrungen am Denkmal ab.
In den hinter der Skulptur stehenden Gedenktafeln sind die Namen von in den beiden Weltkriegen getöteten oder vermissten Soldaten und SS-Angehörigen der Stadt eingraviert. Die ursprüngliche Sockelinschrift des nationalsozialistischer Ästhetik und Ideologie verpflichteten Denkmals auf dem Luisenplatz (1933–1945: Horst-Wessel-Platz) lautete bis 1958: „Die Stadt Radolfzell ihren im Weltkriege 1914–1918 gefallenen Helden“.